# Crnogorski fudbalski kup 2006-2007
La Crnogorski fudbalski kup 2006-2007 (in italiano Coppa montenegrina di calcio 2006-2007), conosciuta anche come Kup Crne Gore u fudbalu 2006-2007, fu la 1ª edizione della coppa del Montenegro di calcio. Fino all'anno precedente le squadre montenegrine prendevano parte alla coppa di Serbia e Montenegro ed alla coppa repubblicana.
In questa edizione la coppa fu vinta dal Rudar Pljevlja (al suo 1º titolo) che sconfisse in finale il Sutjeska.

## Formula
La formula è quella dell'eliminazione diretta, in caso si parità al 90º minuto si va direttamente ai tiri di rigore senza disputare i tempi supplementari (eccetto in finale). Gli accoppiamenti sono decisi tramite sorteggio.

### Calendario
| Turno            | Numero di incontri | Squadre | Entrano a questo turno             | Date                       |
| ---------------- | ------------------ | ------- | ---------------------------------- | -------------------------- |
| Primo turno      | 14                 | 30 → 16 | Tutte eccetto Crvena Stijena e Kom | 4 ottobre 2006             |
| Ottavi di finale | 16                 | 16 → 8  | Crvena Stijena e Kom               | 18 e 31 ottobre 2006       |
| Quarti di finale | 8                  | 8 → 4   | –                                  | 15 e 29 novembre 2006      |
| Semifinali       | 4                  | 4 → 2   | –                                  | 25 aprile e 16 maggio 2007 |
| Finale           | 1                  | 2 → 1   | –                                  | 30 maggio 2007             |

### Squadre partecipanti
Partecipano 30 squadre: le 12 della Prva liga, le 12 della Druga liga e le 6 finaliste delle tre coppe regionali (Nord, Centro e Sud).
Prva liga
- Berane
- Budućnost
- Dečić
- Grbalj
- Jedinstvo Bijelo Polje
- Kom
- Mladost Podgorica
- Mogren
- Petrovac
- Rudar Pljevlja
- Sutjeska
- Zeta

Druga liga
- Arsenal Tivat
- Bokelj
- Bratstvo
- Čelik Nikšić
- Crvena Stijena
- Gusinje
- Ibar
- Jezero
- Lovćen
- Mornar
- Zabjelo
- Zora

Treća liga
- Bijela (finalista Sud)
- Iskra Danilovgrad (finalista Centro)
- Komovi (vincitore Nord)
- Otrant-Olympic (vincitore Sud)
- Prvijenac (finalista Nord)
- Ribnica (vincitore Centro)

## Primo turno
Crvena Stijena e Kom esentate in quanto finaliste della Republički kup Crne Gore 2005–06.
| Squadra 1         | Risultato       | Squadra 2              |
| ----------------- | --------------- | ---------------------- |
| 03.10.2006        |                 |                        |
| Zabjelo           | 1 – 2           | Grbalj                 |
| Arsenal Tivat     | 0 – 2           | Sutjeska               |
| 04.10.2006        |                 |                        |
| Berane            | 3 – 3 (4-2 dtr) | Ibar                   |
| Ribnica           | 0 – 1           | Mladost Podgorica      |
| Bokelj            | 3 – 0           | Jedinstvo Bijelo Polje |
| Otrant-Olympic    | 1 – 1 (4-3 dtr) | Mogren                 |
| Dečić             | 5 – 0           | Čelik Nikšić           |
| Bijela            | 0 – 4           | Budućnost              |
| Jezero            | 0 – 3           | Petrovac               |
| Zeta              | 2 – 1           | Lovćen                 |
| Mornar            | 0 – 1           | Rudar Pljevlja         |
| Prvijenac         | 0 – 1           | Komovi                 |
| Iskra Danilovgrad | 0 – 1           | Zora                   |
| Bratstvo          | 3 – 0           | Gusinje                |

## Ottavi di finale
| Squadra 1      | Totale          | Squadra 2         | Andata     | Ritorno    |
| -------------- | --------------- | ----------------- | ---------- | ---------- |
|                |                 |                   | 18.10.2006 | 01.11.2006 |
| Otrant-Olympic | 2 – 5           | Mladost Podgorica | 2 – 2      | 0 – 3      |
| Berane         | 1 – 3           | Rudar Pljevlja    | 0 – 2      | 1 – 1      |
| Sutjeska       | 1 – 1 (4-3 dtr) | Bokelj            | 0 – 1      | 1 – 0      |
| Petrovac       | 2 – 4           | Dečić             | 1 – 1      | 1 – 3      |
| Komovi         | 1 – 5           | Zora              | 1 – 5      | 0 – 0      |
| Crvena Stijena | 1 – 0           | Bratstvo          | 1 – 0      | 0 – 0      |
| Grbalj         | 8 – 2           | Kom               | 5 – 0      | 3 – 2      |
| Budućnost      | 2 – 3           | Zeta              | 2 – 0      | 0 – 3      |

## Quarti di finale
| Squadra 1      | Totale      | Squadra 2         | Andata     | Ritorno    |
| -------------- | ----------- | ----------------- | ---------- | ---------- |
|                |             |                   | 15.11.2006 | 29.11.2006 |
| Zora           | 1 – 2       | Zeta              | 1 – 1      | 0 – 1      |
| Crvena Stijena | 1 – 2       | Grbalj            | 1 – 1      | 0 – 1      |
| Rudar Pljevlja | 2 – 0       | Mladost Podgorica | 2 – 0      | 0 – 0      |
| Sutjeska       | 1 – 1 (gfc) | Dečić             | 0 – 0      | 1 – 1      |

## Semifinali
| Squadra 1 | Totale      | Squadra 2      | Andata     | Ritorno    |
| --------- | ----------- | -------------- | ---------- | ---------- |
|           |             |                | 25.04.2007 | 16.05.2007 |
| Grbalj    | 0 – 2       | Rudar Pljevlja | 0 – 2      | 0 – 0      |
| Zeta      | 3 – 3 (gfc) | Sutjeska       | 3 – 2      | 0 – 1      |

## Finale
| Squadra 1      | Risultato | Squadra 2 |
| -------------- | --------- | --------- |
| 30.05.2007     |           |           |
| Rudar Pljevlja | 2 – 1     | Sutjeska  |

| Arbitro: | Jovan Kaluđerović (Cettigne) |

| |            | |
| Miloš Vraneš 31’ Vuksan Lukovac 35’                                                                     | Marcatori  | 54’ Dražen Međedović |
| Blažić Bašić Bojović Vuković (Damjanović) S. Reljić Lukovac Čakar Tomić Vraneš (Sekulić) Karadžić Minić | Formazioni | Janjušević Dubljević Radović Vujačić Ćiraković Todorović Međedović Adrović (Bulajić) Kalezić (Nerić) Kasalica (Pavićević) Marić |
| Marić                                                                                                   | Allenatori | Rakojević |